# Lachlan Shire
Lachlan är en kommun i Australien. Den ligger i delstaten New South Wales, i den sydöstra delen av landet, omkring 420 kilometer väster om delstatshuvudstaden Sydney. Antalet invånare var 6 194 vid folkräkningen 2016.
Följande samhällen finns i Lachlan:
- Condobolin
- Lake Cargelligo
- Fifield
- Euabalong
- Fairholme
- Burcher